# Spiesraket
De spiesraket (Sisymbrium loeselii) is een eenjarige plant, die behoort tot de kruisbloemenfamilie (Brassicaceae). De spiesraket komt van nature voor in Zuid- en Oost-Europa en is van daaruit verder verspreid. In de negentiende eeuw is de soort ook in Nederland ingeburgerd. De soort staat op de Nederlandse Rode lijst van planten als een soort die in Nederland zeer zeldzaam en sterk afgenomen is. Het aantal chromosomen is 2n = 14.
De plant wordt 30-90 cm hoog en heeft rechte, van boven vertakte stengels. De plant heeft een penwortel. De stengel heeft onderaan afstaande of iets teruggeslagen haren. De plant heeft veerspletig, behaarde bladeren met twee tot zes paar bladslippen en een driehoekige, vaak spiesvormige top. De rozetbladeren zijn  2,5-8 cm lang en 2-5 cm breed. De stengelbladeren zijn tot 1, 5 cm breed en hebben een gladde of getande bladrand.
De plant bloeit van mei tot in september. De bloeiwijze is een 30 cm lange tros met vijftig tot honderd gele, 6-8 mm grote bloemen. De vier opstijgende kelkbladen zijn 3-4 mm lang en 1-1,5 mm breed. De kroonbladen zijn 6-8 mm lang en 2-3 mm breed en hebben een spatelvormige, 2,5-3,5 mm lange nagel. De zes meeldraden hebben een geelachtige, 3-4,5 mm lange helmdraad en een langwerpig tot eivormig, 0,6-1,5 mm lang helmhokje. De stijl is 0,3-0,7 mm lang en heeft een tweelobbige stempel. Het vruchtbeginsel heeft Veertig tot zestig zaadknoppen. De jonge vruchten steken niet boven de bloemen uit.
De vrucht is een 15-45 mm lange en 0,9-1,1 mm brede, boogvormig naar boven gekromde hauw met een tot 0,5 mm lange snavel. De hauw is twee tot drie keer zo lang als de steel. In de hauw zitten vijfentwintig tot dertig bruine zaden. De lang-ellipsoïde zaden zijn 0,7-1 mm lang en hebben een doorsnede van 0,5-0,6 mm.

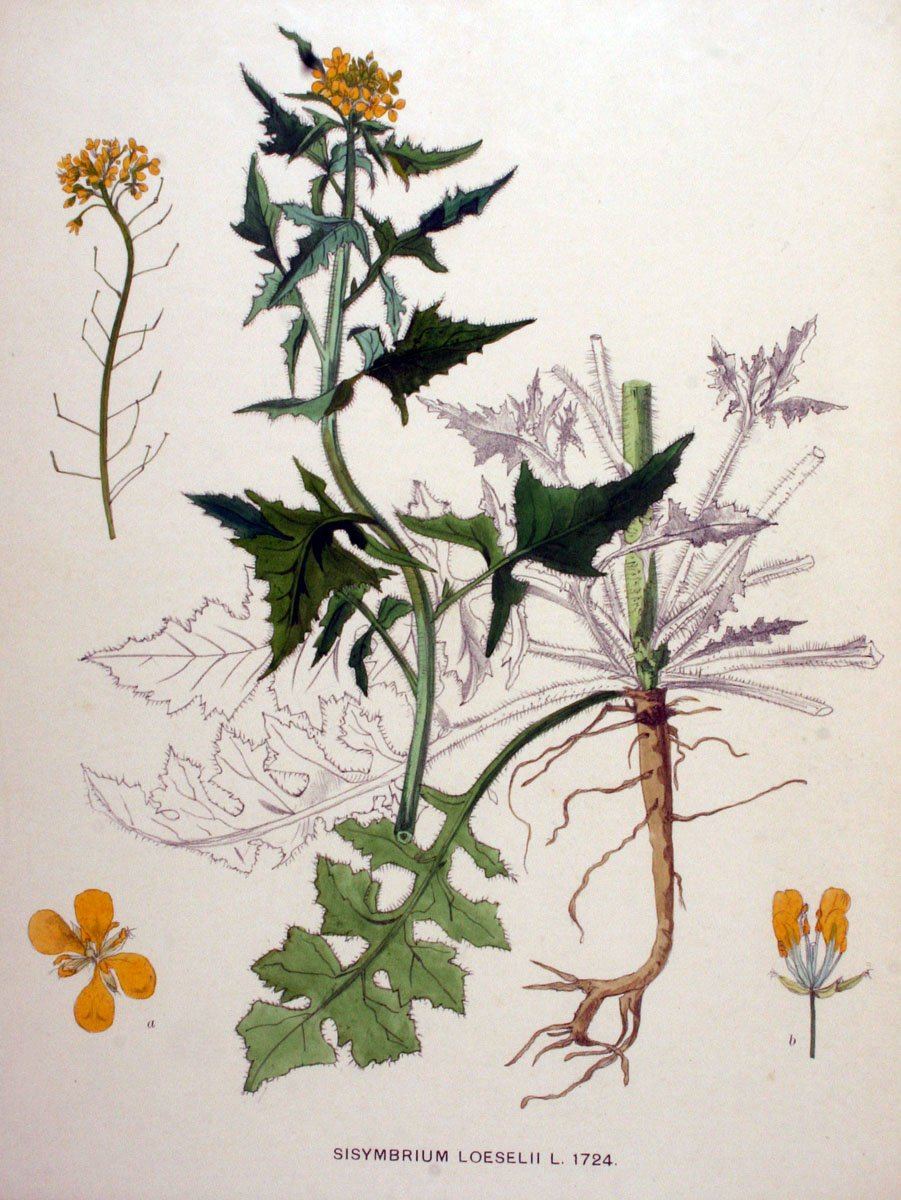
Flora Batava
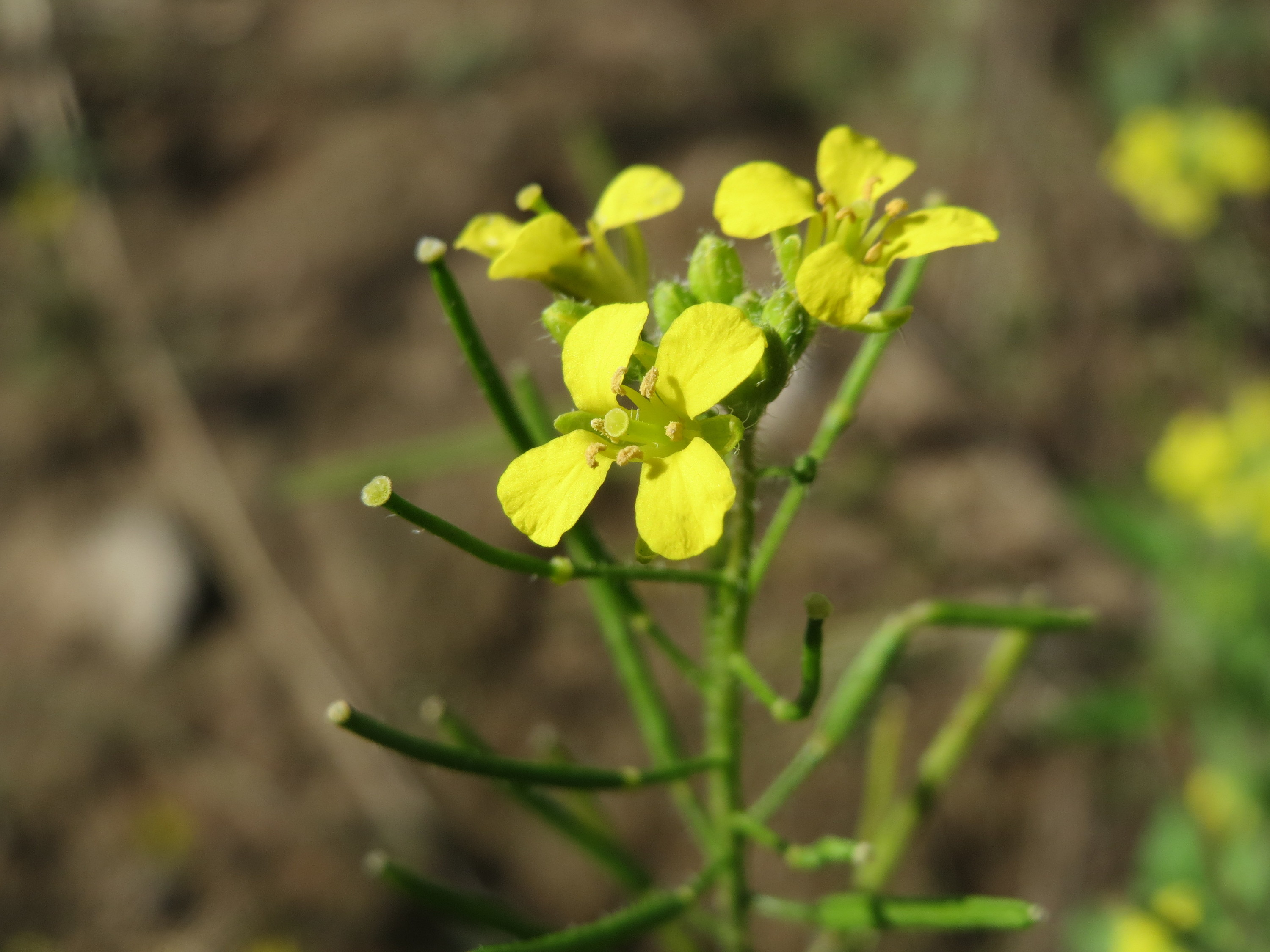
Bloem
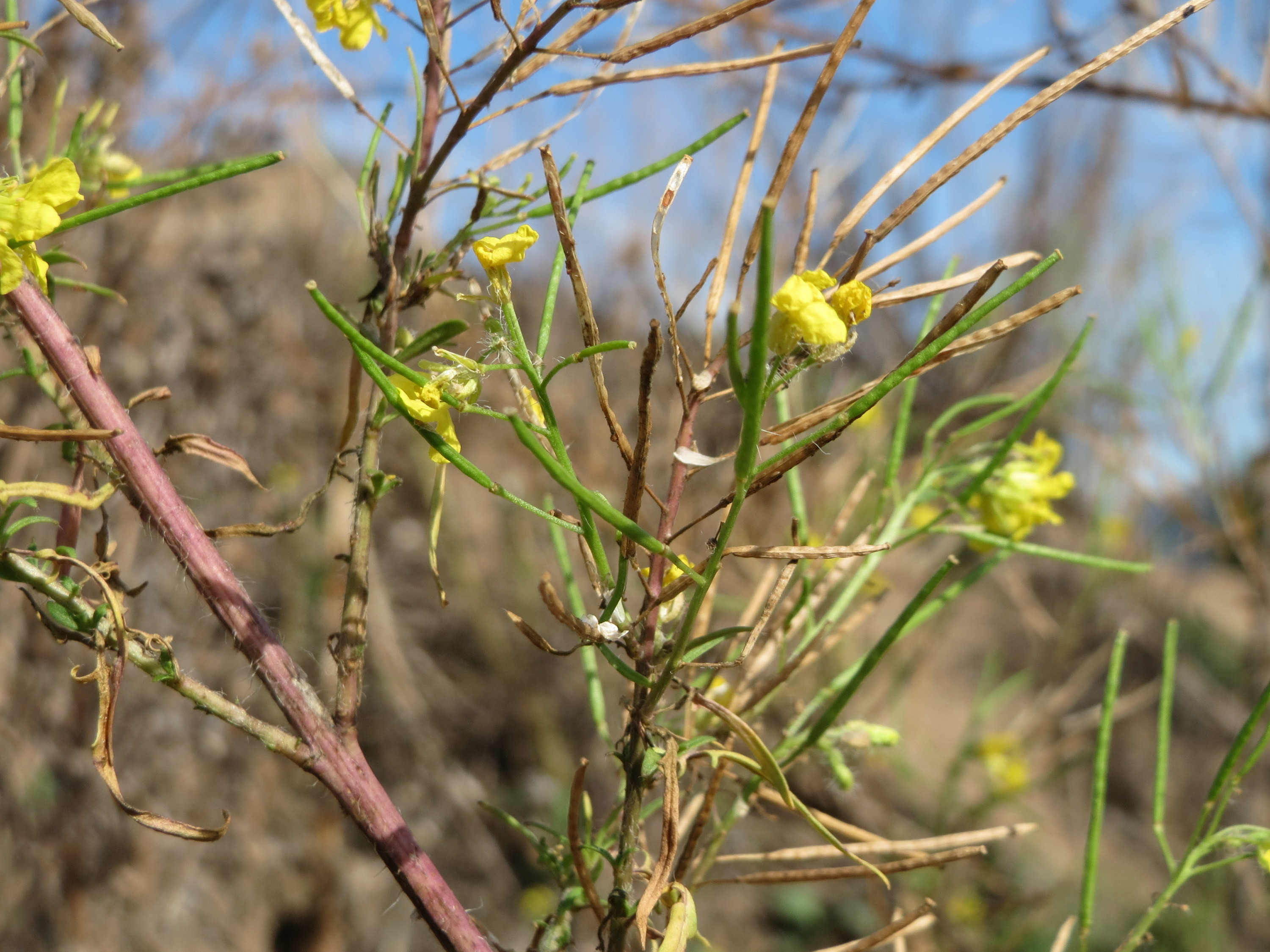
Hauwen
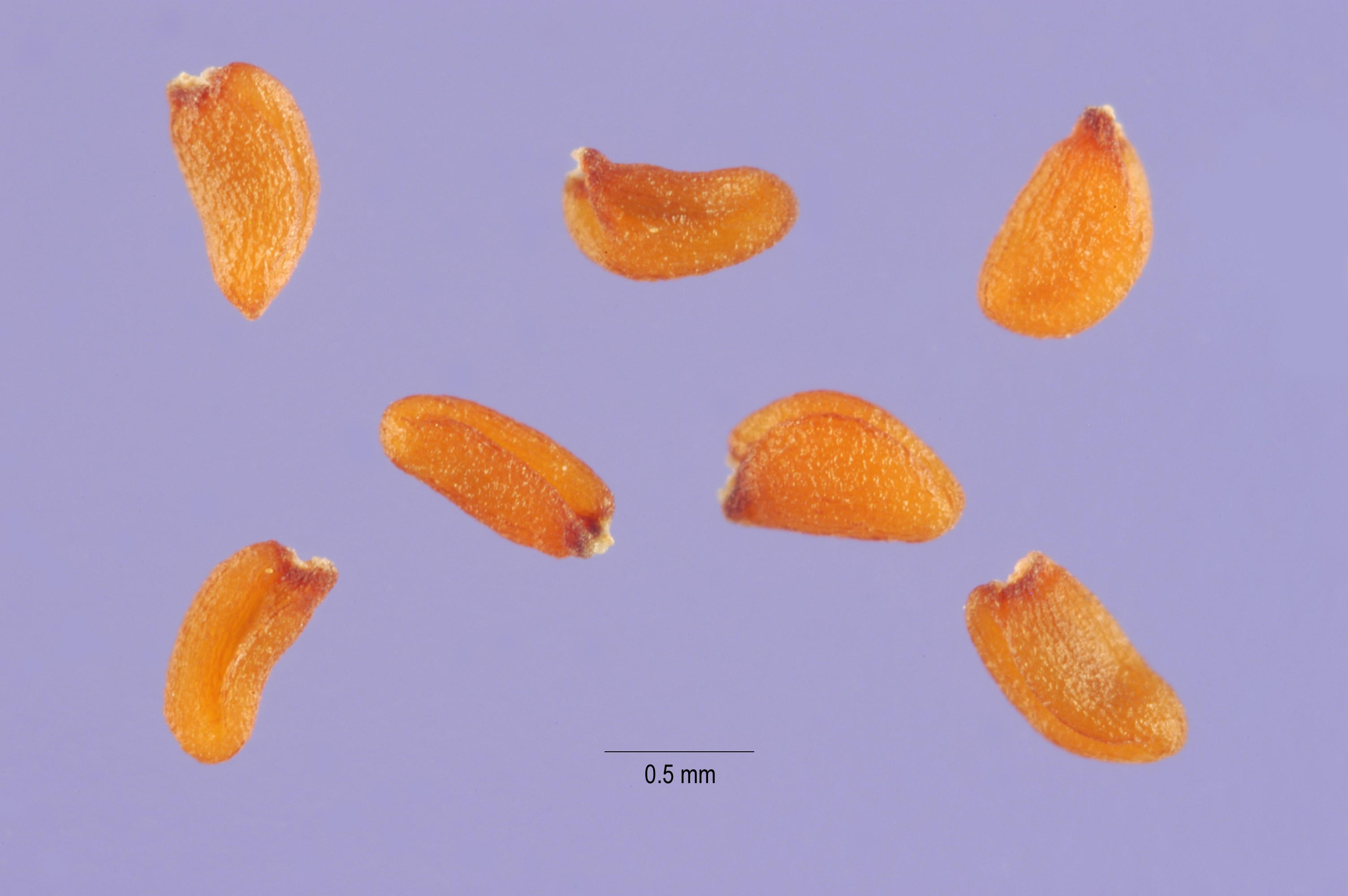
Zaden

## Voorkomen
De spiesraket komt voor in ruigten op droge, kalkrijke grond. 